# Elecciones municipales de Quito de 1945
Las elecciones municipales de Quito de 1945 fueron las primeras elecciones municipales en la historia del país y de la capital, las cuales resultaron con la elección de Jacinto Jijón y Caamaño del Partido Conservador Ecuatoriano, convirtiéndose en el primer alcalde de la historia del país, venciendo a Juan Isaac Lovato del Partido Socialista Ecuatoriano en alianza con el Partido Liberal Radical Ecuatoriano.